# Satyrus gigantea
Satyrus gigantea är en fjärilsart som beskrevs av Bang-haas 1933. Satyrus gigantea ingår i släktet Satyrus och familjen praktfjärilar. Inga underarter finns listade.